# Ібрагімов Муса Ісаєвич
Муса Ісаєвич Ібрагімов (рос. Муса Исаевич Ибрагимов; нар. 28 травня 1996, Красноярськ, Росія) — російський футболіст, півзахисник та нападник.

## Життєпис
Розпочинав грати за красноярський «Єнісей». Дебютував за красноярський клуб 12 березня 2016 року в поєдинку ФНЛ Росії проти іркутського «Байкалу», в якому також відзначився своїм першим голом у професійному футболі. У березні 2016 року провів два матчі у першій лізі. Наступні півроку перебував без клубу, а першу половину 2017 року відіграв за друголігову «Волгу» (Твер). Сезон 2017/18 років провів у «Ності». Після піврічної паузи першу половину 2019 років відіграв у аматорському клубі «Сатурн-2». У другій половині 2019 року виступав за команду першої ліги Білорусі «Хвиля» (Пінськ). У серпні 2020 року перейшов у «Хімік». Рік по тому опинився у складі представника чемпіонату Таджикистану «Равшан» (Куляб). З березня 2022 року — у команді другої ліги Білорусі «Велес-2020» (Вітебськ), за який зіграв два матчі у Кубку Білорусі. З серпня 2022 по лютий 2023 року — в кримському «Кизилташі», а потім перейшов до клубу російської другої ліги «Пересвіт», починаючи з сезону 20223/24 років - у «Композиті» (Павловський Посад).